# Irisbus Iliade
Pour les articles homonymes, voir Iliade (homonymie).
L'Iliade est un autocar du constructeur Renault V.I. repris sous l'ère Irisbus. Le FR 2 ne sera pas le nom retenu, les ingénieurs R.V.I. décident d'arpenter l'histoire grecque : Iliade est le récit d'Homère sur la prise de Troie. Ce nom fait son petit effet pour un tel autocar, même si Odyssée (la suite de l'Iliade) aurait pu être la dénomination de ce véhicule ou Ulysse évoquant le personnage clé de l'Odyssée. Magellan fut aussi pressenti pour sa dénomination, mais il sera la principale inspiration pour le futur Iveco Bus Magelys. Seulement le nouvel autocar Renault sera baptisé Iliade.

## Début de carrière, présentation
Il reprend la forme du FR 1 avec une calandre plus moderne qui reprend le style « Renault 19 »  rappelant l'intégralité de la gamme Renault comme les blocs de phares issus de l'automobile montés sur bloc pivotant, facilitant le remplacement des ampoules. Les baies sont reliées aux vitres de portes par un « trompe-l'œil » dixit par de la peinture noire : l'entourage des baies est affiné avec une teinte de vitrage gris-bleu. Les stries d'aération, moins nombreuses que sur le FR 1, au-dessus des portes (séparées par une vitre sur les versions RTX-GTX-TEX) ont une forme plus arrondie ; elles avaient été dessinées sur un des prototypes du FR 1 plus de quinze ans auparavant. L'arrière reste similaire au FR 1, juste les feux sont arrondis.
Ses rétroviseurs lui donnent de grandes oreilles, une mode de l'époque. Sur l'Iliade, le rétro de droite est équipé de trois glaces (Grand Angle – Sécurité – Semi). Celui de gauche reçoit deux grandes glaces. Ceci qui donne à l'Iliade une certaine prestance, avec toute la vision regroupée sur deux éléments. Ces grands rétros augmentent le champ de vision et réduisent les vibrations.
Le conducteur s'assoit derrière un poste de conduite tout nouveau, et issu de l'automobile. Plus besoin de se pencher pour accéder aux commandes de confort thermique et sonores, plus de tachygraphe loin de la main. Le tableau de bord est plus ergonomique tout comme le poste guide ayant fait l'objet de nombreuses améliorations. Une nouveauté pour la conduite, le volant est réglable par commande pneumatique et peut se basculer vers l'avant lorsque le véhicule est à l'arrêt.
L'intérieur est composé de nouvelles teintes sur une base « bleu lavande » exprimant une ambiance de bien-être, d'évasion. L'équipement est repris du FR 1 : on peut apercevoir une petite nouveauté, le double-vitrage est de série en milieu et haute gamme et option pour l'entrée de gamme. Selon les cas, les niveaux d'équipements et de finition sont suivis d'un « C » pour un 10.61 m et un « X » pour un surélevé. Le confort est au rendez-vous avec une large gamme de sièges selon les besoins des transporteurs, et un équipement haut de gamme. L'insonorisation est améliorée, prouvant un effort considérable de Renault, ce qui permet un voyage en douceur.
L'Iliade est un autocar permettant d'assurer tous types de transports : régulier, régional, occasionnel, grand tourisme. La gamme comprend 6 versions différentes : TE, GT, RT / TEX, RTX, GTX. La version TEX sera supprimée du catalogue car les ventes étaient insuffisantes, laissant le monopole au RTX.
L'Iliade conserve la robustesse, la fiabilité et le confort du FR1. Certains transporteurs n'hésiteront pas à remplacer les calandres de leurs FR1 par celle d'Iliade.
Cet autocar français est sur une bonne voie d'avenir. En effet au cours de l'année 1996, FR 1 est vendu à près de 350 exemplaires portant un total à plus 5 000 FR 1 produits entre 1983 et 1996. Ensuite, entre octobre 1996 et octobre 1997 sont commandés 600 Iliade : la version GTX représentant le tiers des ventes mais avec une minorité d'acquéreurs au GTX de 380 chevaux… Il faut savoir qu'au bout de 18 mois, seuls douze Iliade GTX (MIDR 062045 - 380 ch) sont vendus sur 980 véhicules livrés dont 300 GTX. La production Iliade tournera dans les années suivantes à 300 Iliade par an. L'Iliade passe les frontières pour être vendu en Suisse, en Italie, en Allemagne et même au Moyen-Orient : l'exportation atteint 50 % dans les ventes. Le 22 octobre 1997 est signée la vente de 330 Iliade RTX pour Al Khobar en Arabie Saoudite par la société Taseco, dont les premiers sont livrés le 20 juillet 1998 et les derniers vingt mois plus tard : c'est le plus beau bon de commande pour l'Iliade ! Le Groupe Verney reçoit une cinquantaine d'Iliade RTX dès le mois de mars 1997, et continuera à en avoir un nombre important jusque l'extinction du Groupe en 2002.

## Motorisations & Boîtes de vitesses de l'Iliade
L'Iliade a trois motorisations différentes : 302, 340 et 380 ch Renault dCi. Le fameux MIDR 062045 (R 41) continue sa route avec ILIADE, développant 340 chevaux à 2 100 tr/min et son couple de 161 mkg à 1 200 tr/min contenant 9.84 L. Il répond aux dernières normes anti-pollution : Euro 2 notamment grâce au nouveau concept ACE (Advanced Combustion Engine) qui introduit l'électronique dans la commande de l'injection. Côté entrée de gamme dite « TE », c'est un 302 chevaux
seulement au bénéfice de la consommation.
Les moteurs évoluent en même temps que l'autocar lui-même : en effet, des progrès sont accomplis en termes d'optimisation de la combustion avec une augmentation des pressions d'injection se traduisant par un retour aux longues courses. C'est la période où l'héritage Berliet devient du passé pour laisser au présent un nouveau groupe de moteur :
MIDR 062356 A41 de 11,12 litres soit 123 x 156 mm d'alésage/course délivrant 380 chevaux à 2 000 tr/min avec un couple maxi de 178 mkg, ce sera le moteur de base pour le GTX. Cependant le MIDR 062045 est disponible en option sur le catalogue. On peut apercevoir un phénomène époustouflant entre ces deux moteurs ; les 340 chevaux à 2 100 tr/min du MIDR 062045 sont obtenus dès 1 400 tr/min avec le MIDR 062356, et, au seuil du couple maxi à 1 200 tr/min, la puissance obtenue est déjà de 300 chevaux. Le confort des passagers est dû à un régime dans les basses fréquences de bruit, avec en plus une consommation raisonnable.

### Tableau Motorisations Euro II (intercooler ACE electronic)
|                            | MIDR 062045 R41     | MIDR 062045 M41     | MIDR 062356 A41     |
| -------------------------- | ------------------- | ------------------- | ------------------- |
| Cylindrée (L)              | 10                  | 10                  | 11                  |
| Puissance max. 2100 tr/min | 302 ch (222 kW)     | 340 ch (250 kW)     | 380 ch (280 kW)     |
| Couple max. 1200 tr/min    | 127 mkg (1 250 N m) | 165 mkg (1 620 N m) | 178 mkg (1 750 N m) |

En janvier 2002, pour respecter la norme Euro 3, le MIDR 062045 fait ses adieux à l'Iliade laissant place au MIDR 062356 rebaptisé dci 11 Euro 3. Ce groupe à injection (common rail) est proposé en trois réglages différents pour des puissances de 313, 362 et 431 chevaux !!
Côté boîtes de vitesses, le choix reste celui du FR 1 avec la ZF 8 S 180 et la B 8 L avec TBV, cependant le standard et l'option sont inversés pour cette dernière. Le système TBV consiste à changer les rapports d'une boîte classique avec des commandes électropneumatiques, imposant la boîte maison réputée difficile en boîte manuelle. Il faut remonter en 1988, lorsque CDP est appliquée au FR 1 : ce système est proposé en option sous son nouveau nom « TBV » dès 1994. Par exemple, cette option est choisie par Air France pour ses 19 derniers FR 1 en 1995. Autre nouveauté, le module de commandes est situé sur la console à droite du siège conducteur (précédemment sur le tableau de bord pour FR 1). Sous l'ère italienne, l'on voit la B 8 TBV disparaître laissant place à la ZF AS Tronic en option développée par Iveco et ZF. Son fonctionnement est similaire à la TBV sauf que le dispositif est intégré dans le carter. La ZF 6 S 1600 est en remplacement des S6.85. La ZF 8 S 180 est de série sur le dCi 11 en réglage 431 chevaux. Plusieurs démultiplications de couple de pont sont proposées. Avec un couple long, ILIADE peut atteindre les 142 km/h ! Les boîtes automatiques ZF 5 HP 592 C et 692 C à cinq rapports figurent parmi les options.

## Du Losange français au dauphin italien
Renault Véhicules Industriels naît en 1978 à la suite de la fusion Berliet & Saviem, la mention « Véhicules Industriels » se fait moins présente pour se dire parenté avec les automobiles Renault entraînant une centralisation de l'activité sur l'automobile principalement afin d'obtenir une dimension mondiale. C'est sous la direction de Louis Schweitzer que Renault V.I. s'éteint peu à peu : dès 1997 est cédé Camiva, leader des véhicules anti-incendie, à Iveco. Puis la division Autocar-Autobus est vendue à Iveco le 6 mai 1998. L'accord définitif est le 1er janvier 1999, date officielle de la fusion des divisions autobus/autocars de Iveco Europe et R.V.I., la marque Irisbus est créée. (en date de la vente du 6 mai 1998 mais il fallait préserver les susceptibilités politiques, financières...et syndicales !). Les productions des deux constructeurs adoptent le logo Irisbus, un dauphin. Le Renault Iliade devient Irisbus Iliade. Sur la calandre de l'Iliade entre le 1er octobre 2001 et le début d'année 2002, date du passage à la norme anti-pollution Euro 3, le dauphin succède progressivement au losange.
En 2001, Renault se retire d'Irisbus à la suite de la cession de Renault Camions à Volvo et par obligation à la demande de la commission européenne. Iveco rachète les parts de Renault quelques mois plus tard ce qui entraîne un remplacement des moteurs Renault par ceux Iveco sur l'ensemble de la gamme et de la disparition du losange au profit du dauphin. En début d'année 2003, Irisbus est la propriété exclusive d'Iveco. Sauf Iliade est un combattant, aucun autre moteur que celui Renault lui convient : ce qui fait tache pour Irisbus. La réglementation évolue, l'Iliade est limité. Une largeur de 5 cm supplémentaire est autorisée, ainsi que les grandes longueurs. Aucun Iliade en 12.50 m ne sera sortie, malgré un projet pour l'Allemagne : l'investissement aurait été trop important sur un modèle en fin de vie. Irisbus sort l'Evadys en 2004 (pré-série sur base Arès), puis étudie le projet « New Coach » dixit le Magélys.
La version GTX reçoit une peinture noire sur le tour du pare-brise avec des enjoliveurs « Colombus » issu de la nouvelle ère Irisbus.

## Le dernier Autocar Iliade

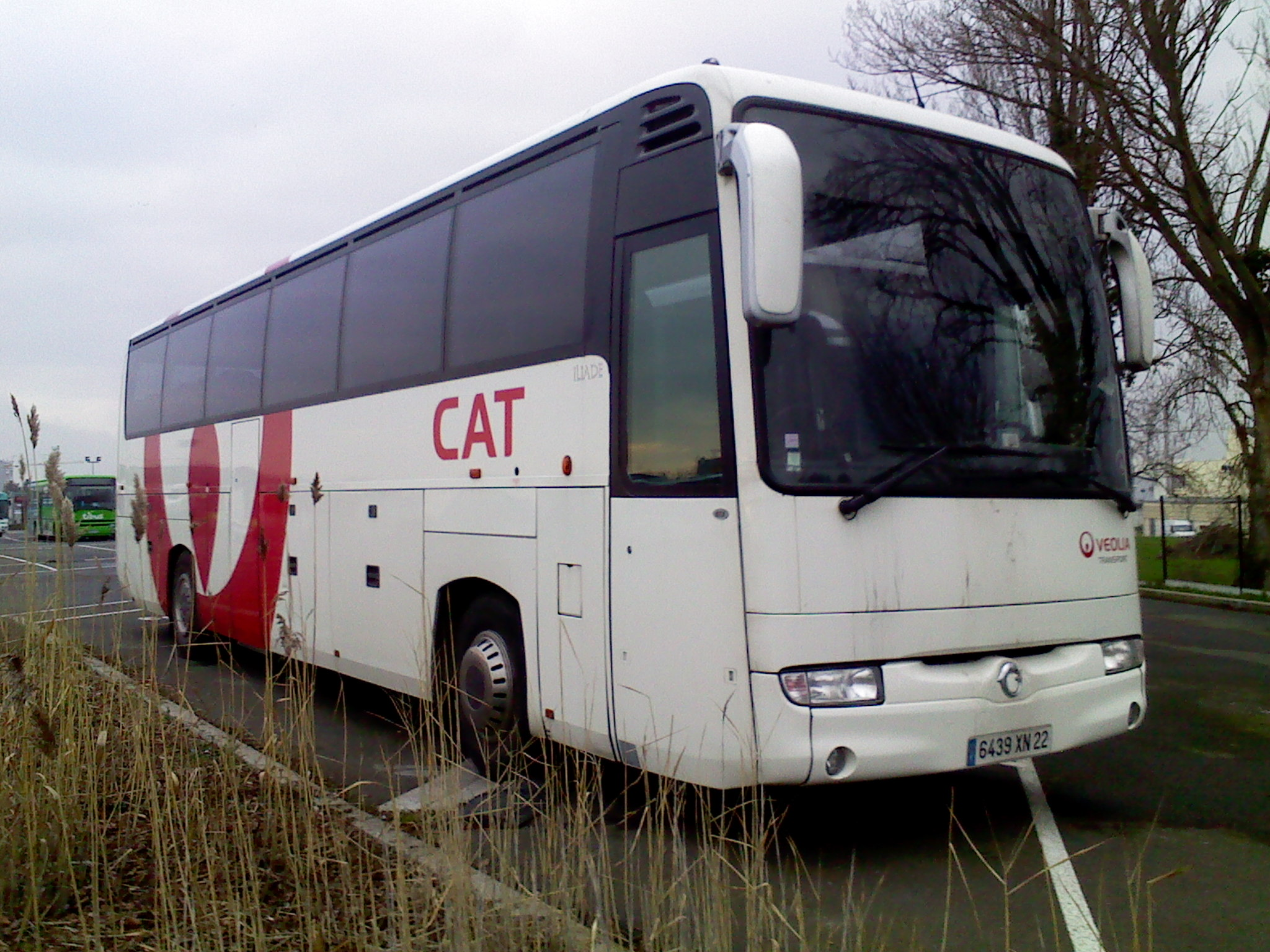
Irisbus Iliade RTX "Ultime".

Le 31 janvier 2007, l'ultime Iliade n°VNESFR111200211784 est livré à la Compagnie Armoricaine de Transports (C.A.T.) mettant le mot fin à une histoire française ayant duré 24 ans et 10 000 unités produites (5 000 FR 1 et 5 000 ILIADE). L'année 2007 aura débuté par un double adieu chez Irisbus : Iliade et Récréo (C954 successeur du Karosa C 935).
L'Irisbus Evadys le remplace en deux versions : H & HD. L'Evadys sort en trois phases : une première avec un châssis et une calandre d'Arès, une seconde avec un châssis d'Arès et une calandre redessinée par Irisbus et une dernière intégralement Irisbus Iveco. Les premiers Irisbus Evadys ont un châssis et un poste de conduite d'Arès. Dans la logique des choses, il est le successeur de l'Iliade mais historiquement parlant n'a aucun lien avec Iliade puisqu'il est italien.
|                 | 12 m, hauteur standard | 10,6 m, hauteur standard | 12 m, surélevé              |
| --------------- | ---------------------- | ------------------------ | --------------------------- |
| Entrée de gamme | TE                     | TEC                      | TEX (supprimé du catalogue) |
| Milieu de gamme | RT                     | RTC                      | RTX                         |
| Haut de gamme   | GT                     | GTC                      | GTX                         |

Entre 2002 et 2006, seules les versions TE, RT, RTC, RTX, GT, GTC et GTX étaient encore commercialisées. Ce nombre de production s'est atteint en treize ans pour FR 1 et en dix ans pour Iliade. Le premier devait concurrencer les « envahisseurs » (selon le terme de B. Gruhier) et le second est exporté hors de France.

## Curiosité
L'Iliade n'a pas eu besoin d'une homologation puisqu'il est la continuité du FR1. Les premiers véhicules Iliade livrés avec un moteur de 340 chevaux portent le numéro de série VF6SFR112000XXXXX, identique aux FR1.
Pour distinguer les versions Euro 1 des Euro 2 du FR1, on constate une évolution dans le numéro de série : 
- Euro 1 = VF6SFR11200013001,
- Euro 2 = VF6SFR11200014001

Le premier Iliade inaugure une nouvelle "tranche" en « 15000 » ce qui donne : VF6SFR11200015000. Les GTX, quant à eux, avec une motorisation 380 chevaux, bénéficient d'un autre numéro de série : VF6SFR111500000001. Dès la cession des parts de Renault dans Irisbus, Les numéros de série Iliade se voit recevoir un nouveau préfixe : le VF6 est conservé pour les camions Renault seulement, et les Iliade Renault-Irisbus débutent à VNESFR11200200001 et VNESFR115002000001.